# Nümbrecht
Nümbrecht è un comune di 17 165 abitanti della Renania Settentrionale-Vestfalia, in Germania.
Appartiene al circondario di Oberberg (targa GM).